# Lana Spreeman
Lana Spreeman (9 agosto 1955 – 29 novembre 2016) è stata una sciatrice alpina canadese che ha gareggiato in sci alpino a cinque Giochi Paralimpici Invernali. Nella sua carriera, ha vinto 13 medaglie per il Canada, diventando l'atleta alle Paralimpiadi Invernale più decorata del Canada, al 2018.

## Biografia
Figlia di Elmer e Alice Spreeman, e sorella di Ken, Doug e Lauren, era sposata a Talia e aveva un figlio, Dustin. Spreeman è morta di cancro al cervello all'età di 61 anni, dopo una battaglia durata 16 mesi. Dopo la carriera sportiva paralimpica, è diventata donna d'affari, gestendo per un periodo due cliniche di massoterapia. Dopo essersi ritirata dagli affari, ha lavorato con la Canadian Mounted Police, senza riuscire a portare a termine né il piano di correre attraverso il Canada a sostegno di un ente di beneficenza per sensibilizzare sui pericoli delle droghe per i bambini, né il percorso che l'avrebbe portata nelle scuole di tutto il paese dove ispirare i ragazzi attraverso lo sport.

## Carriera
Spreeman  ha vinto la prima medaglia d'oro in assoluto per lo slalom gigante 2A alle Paralimpiadi del 1980. Ai VI Giochi paralimpici invernali del 1994 a Lillehammer, è stata la portabandiera canadese alla cerimonia di chiusura, insieme alla hockeista su slittino Lou Mulvihill. È stata allenata da Butch Boutry e Gary Aiken.
È stata l'atleta alle Paralimpiadi invernali più decorata del Canada, fino a quando non è stata superata dallo sciatore di fondo Brian McKeever, che ha vinto la sua quattordicesima medaglia alle Paralimpiadi Invernali 2018.

## Palmarès

### Paralimpiadi
- 13 medaglie:
  - 1 oro (slalom gigante categoria 2A a Geilo 1980)
  - 6 argenti (discesa libera LW4 e slalom gigante a Innsbruck 1984; slalom LW4 a Innsbruck 1988; supergigante LW3,4,9 e slalom LW3,4,9 a Tignes 1992; slalom LW3/4 a Lillehammer 1994)
  - 6 bronzi (discesa libera LW4 a Innsbruck 1988; discesa libera LW3,4,9 e slalom LW3,4,9 a Tignes 1992; discesa libera LW3/4, superG LW3/4 e slalom gigante LW3/4 a Lillehammer 1994)